# كليم هيل
كليم هيل (بالإنجليزية: Clem Hill) (و. 1877 – 1945 م) هو لاعب كريكت، ولاعب كرة قدم أسترالية أسترالي، ولد في Hindmarsh, South Australia ‏، توفي في Parkville, Victoria ‏، عن عمر يناهز 68 عاماً.

## التعليم
تعلم في Prince Alfred College ‏
.

## جوائز
حصل على جوائز منها:
لاعب كريكت ويسدن للسنة ‏